# 自由学校
『自由学校』（じゆうがっこう）は、獅子文六による小説。『朝日新聞』にて1950年5月26日から12月11日まで連載された。本記事ではそれを原作とした映画、テレビドラマについても記載する。

## あらすじ
南村五百助と駒子の夫婦は、五百助が駒子に無断で会社を辞め、家出したことをきっかけに、それぞれ別の道を歩み、様々な人々と交流・交際していくことになる。「お金の水橋下」として登場するお茶の水橋下の住居、神田駅付近の闇市など、著者自身が神田駿河台に住んだ際の見聞を取り入れ、敗戦後の東京を諷刺、戯画化した小説となっている。

## 映画
映画化にあたっては松竹、大映とが競作、同じ週に封切られる異例の作品となった。また、5月初めの連休に公開され、2作品とも興行成績がよかったため、「ゴールデンウィーク」という用語が生まれた。

### 松竹版
1951年、松竹の配給で映画化された。佐田啓二の「とんでもはっぷん」や「ねえ、おばさま」、「ネバー、ネバー」などの台詞が大流行した。配給収入は5823万円。

#### スタッフ

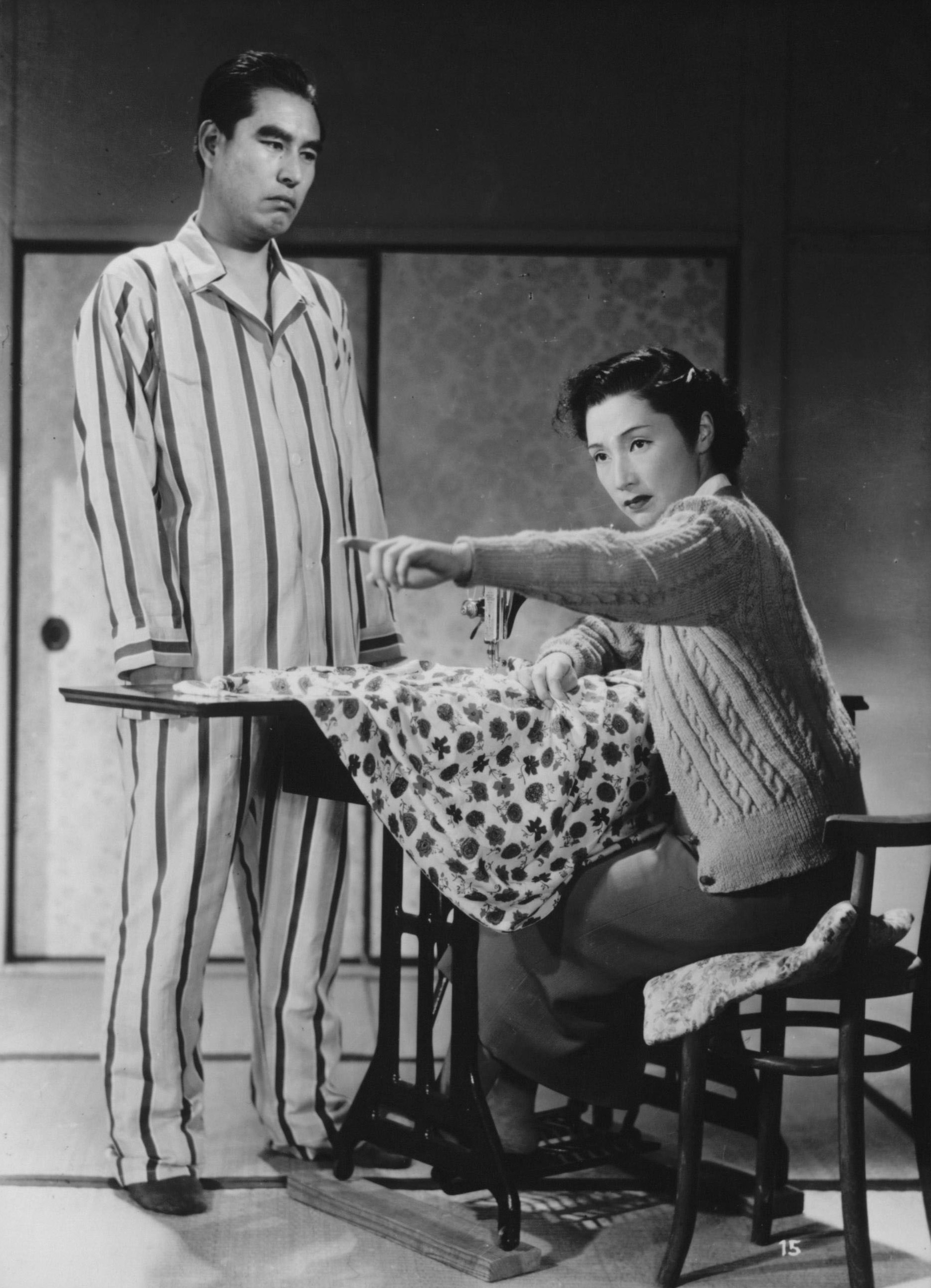
左から佐分利信、高峰三枝子

- 監督 - 渋谷実
- 製作 - 山本武
- 脚色 - 斎藤良輔
- 撮影 - 長岡博之
- 音楽 - 伊福部昭
- 美術 - 浜田辰雄

#### キャスト
- 南村五百助 - 佐分利信
- 南村駒子 - 高峰三枝子
- 羽根田力 - 三津田健
- 羽根田銀子 - 田村秋子
- 藤村ユリ - 淡島千景
- 堀芳蘭 - 杉村春子
- 堀隆文 - 佐田啓二
- 辺見卓 - 清水将夫
- 平さん - 笠智衆
- 茂木 - 松井翠声
- 茂木夫人 - 高橋豊子
- 長谷川金次 - 東野英治郎
- 加治木 - 小沢栄
- 下宿のおばさん - 望月美恵子

### 大映版
五百助役の小野文春は、公募で選ばれた文藝春秋社の出版企画部長だった。配給収入は8000万円。

#### スタッフ
- 監督 - 吉村公三郎
- 製作 - 服部靜夫
- 脚本 - 新藤兼人
- 撮影 - 中井朝一
- 音楽 - 仁木他喜雄
- 美術 - 今井高一
- スクリプター - 宮田重雄

#### キャスト
- 南村五百助 - 小野文春
- 妻・駒子 - 木暮実千代
- ユリ - 京マチ子
- 隆文 - 大泉滉
- 羽根田博士 - 徳川夢声
- 妻・銀子 - 英百合子
- 藤村功一 - 山口勇
- 藤村の妻 - 織賀邦江
- 堀芳蘭 - 岡村文子
- 菱刈乙丸 - 河原侃二
- 辺見卓 - 山村聡
- 加治木健兵 - 殿山泰司
- 同志・高橋 - 宮崎準
- じいさん - 藤原釜足
- 平さん - 藤田進
- 高山 - 加東大介
- 茂木 - 斎藤達雄
- 茂木夫人 - 荒川さつき
- 高杉未亡人 - 宮原恭子

## テレビドラマ

### 1965年版
『新・自由学校』のタイトルで、1965年2月1日 - 4月26日に東海テレビの15分昼ドラマ枠にて放送された。

#### スタッフ
- 脚本 - 早坂暁

#### キャスト
- 左幸子
- 木村功
- 宮川洋一

### 1978年版
『新自由学校』のタイトルで、1978年1月9日 - 2月3日にNHK総合テレビ『銀河テレビ小説』にて放送された。

#### スタッフ
- 脚本 - 松木ひろし
- 音楽 - 竹田由彦
- タイトル画 - 脇田和
- 演奏 - コンセール・レニエ

#### キャスト
- 五百助 - 中条静夫
- 駒子 - 秋野暢子
- 馬渕晴子
- ひし美ゆり子
- 荒木道子